# District historique de Seneca River Crossing Canals
Le district historique de Seneca River Crossing Canals est un district historique situé à Montezuma et à Tyre dans les comtés de Cayuga et de Seneca dans l'État de New York aux États-Unis. Il a été ajouté au Registre national des lieux historiques en 2005.